# Šime Vučkov
Dr Šime Vučkov, hrvatski ratni lokalni dužnosnik u Domovinskom ratu. Obnašao je dužnost povjerenika Vlade RH za Gospić i Otočac. Na njegov poziv, vlč. Alojzije Kukec je postao dušobrižnik u gospićkoj bolnici.